# Emil Dimitriev
Emil Dimitriev (macedónul: Емил Димитриев, Probistip, 1979. március 19. –) macedón konzervatív politikus, szociológus, a VMRO-DPMNE főtitkára. Nikola Gruevszki lemondását követően 2016 januárjától 2017 májusáig Észak-Macedónia miniszterelnöke volt.

## Miniszterelnökként
Dimitrievet 2016. január 15-én nevezték ki ideiglenesen Macedónia miniszterelnökévé, és január 18-án lépett hivatalba, miután Nikola Gruevszki a választások előtt, a Pržino-megállapodás részeként lemondott posztjáról.